# Henryk Szymański (harcmistrz)

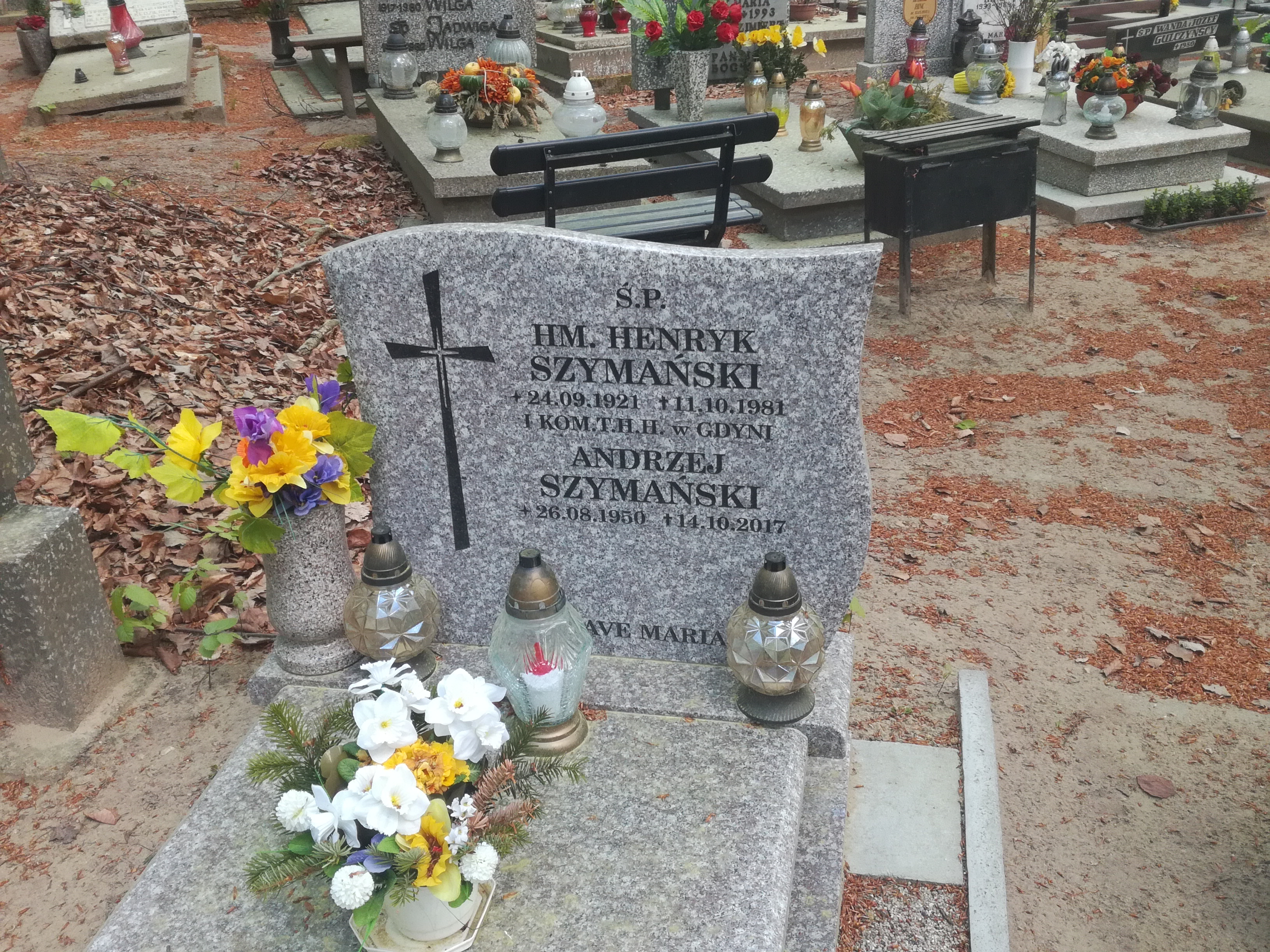
Grób Henryka Szymańskiego na cmentarzu Witomińskim

Henryk Szymański pseud. „Samotny Jastrząb” (ur. w 1921, zm. 11 października 1981) – polski harcmistrz, pierwszy komendant Tajnego Hufca Harcerzy w Gdyni.

## Życiorys
Przed 1939 r. był drużynowym Drużyny Harcerskiej im. Ks. Stanisława Skorupki w Prywatnej Szkole Ireny Górskiej w Gdyni. Po wybuchu wojny i zajęciu Gdyni przez Niemców, mając 18 lat i stopień podharcmistrza, został komendantem utworzonego 15 listopada 1939 Tajnego Hufca Harcerzy (THH). Rozkazem z 1 stycznia 1940 oficjalnie powołał THH do istnienia i wytyczył kierunki działalności konspiracyjnej: bezwzględną walkę z okupantem o wolność Polski aż do zwycięstwa, krzewienie patriotyzmu, utrzymanie ducha polskości i miłości do Ojczyzny, kontynuację ideologii Związku Harcerstwa Polskiego i dobrych tradycji tego ruchu. Jednym z pierwszych sukcesów THH była akcja "Niezłomni" polegająca na ukryciu przez harcerzy gdyńskiego pomnika Sienkiewicza i tablicy poświęconej Żeromskiemu, przeznaczonych przez Niemców do zniszczenia. Na początku 1942 r. Szymański spotkał się z Lucjanem Cylkowskim i został członkiem komendy Szarych Szeregów w Gdyni. 26 listopada 1942 aresztowany przez gestapo i po torturach w śledztwie osadzony w Stutthofie. W styczniu 1945 r. zmuszony do uczestnictwa w marszu śmierci, po kilku tygodniach gehenny udało mu się zbiec z kolumny więźniów w Wejherowie krótko przed wkroczeniem Armii Czerwonej do miasta. W latach 1945–1948 był komendantem Morskiego Rejonu Harcerzy, potem Hufca Harcerzy w Gdyni. 1956–1957 razem z Hubertem Reglińskim reaktywował gdyńskie harcerstwo. Przeniesiony następnie do Komendy Chorągwi Gdańskiej, pracował w Towarzystwie Przyjaciół Dzieci. Zmarł w 1981 r. i został pochowany w alei zasłużonych na cmentarzu Witomińskim (kwatera 26-40-12).
W 2009 r. jego nazwiskiem nazwano jedną z nowo wytyczonych ulic w dzielnicy Chwarzno-Wiczlino w Gdyni.